# Calabozoa pellucida
Calabozoa pellucida — вид рівноногих ракоподібних родини Calabozoidae. Це прісноводний рачок, що живе лише у підземних водах у Венесуелі.